# Смолдзінський-Ляс
Смолдзінський-Ляс (пол. Smołdziński Las) — село в Польщі, у гміні Смолдзіно Слупського повіту Поморського воєводства.
Населення — 209 осіб (2011).
У 1975-1998 роках село належало до Слупського воєводства.

## Демографія
Демографічна структура станом на 31 березня 2011 року:
|          | Загалом | Допрацездатний вік | Працездатний вік | Постпрацездатний вік |
| -------- | ------- | ------------------ | ---------------- | -------------------- |
| Чоловіки | 100     | 24                 | 65               | 11                   |
| Жінки    | 109     | 23                 | 62               | 24                   |
| Разом    | 209     | 47                 | 127              | 35                   |